# Bierazinskaje (przystanek kolejowy)
Bierazinskaje (biał. Беразінскае, ros. Березинское) – przystanek kolejowy w miejscowości Bierazinskaje, w rejonie mołodeczańskim, w obwodzie mińskim, na Białorusi.